# David di Donatello 1972
La 17a edició dels premis David di Donatello, concedits per l'Acadèmia del Cinema Italià va tenir lloc el 29 de juny de 1972 al Teatre grecoromà de Taormina. El premi consistia en una estatueta dissenyada per Bulgari.

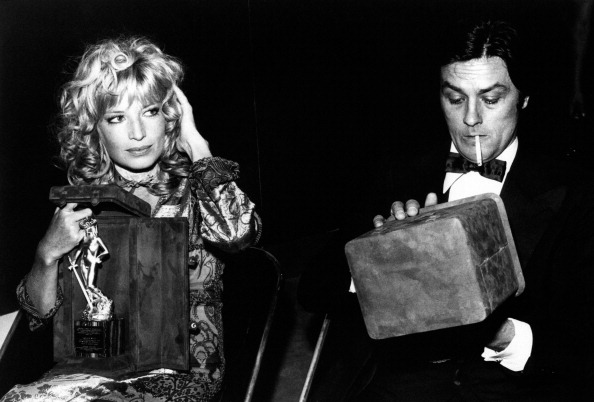
Monica Vitti i Alain Delon als David di Donatello 1972

## Guanyadors

### Millor pel·lícula
- La classe operaia va in paradiso, dirigida per Elio Petri (ex aequo)
- Questa specie d'amore, dirigida per Alberto Bevilacqua (ex aequo)

### Millor director
- Franco Zeffirelli - Fratello sole, sorella luna (ex aequo)
- Sergio Leone - Giù la testa (ex aequo)

### Millor actriu
- Claudia Cardinale - Bello, onesto, emigrato Australia sposerebbe compaesana illibata

### Millor actor
- Alberto Sordi - Detenuto in attesa di giudizio (ex aequo)
- Giancarlo Giannini - Mimì metallurgico ferito nell'onore (ex aequo)

### Millor actriu estrangera
- Elizabeth Taylor - Zee and Co.

### Millor actor estranger
- Topol - El violinista a la teulada (Fiddler on the Roof)

### Millor director estranger
- John Schlesinger - Diumenge, maleït diumenge (Sunday Bloody Sunday)

### Millor pel·lícula estrangera
- French Connection (The French Connection), dirigida per William Friedkin

### David especial
- Folco Quilici, per la dirigida per Oceano
- Mariangela Melato, per la seva interpretació a La classe operaia va in paradiso i Mimì metallurgico ferito nell'onore
- Vanessa Redgrave i Glenda Jackson, per llurs interpretacions a Mary, Queen of Scots
- Alain Delon, a la carrera.
- Jean-Louis Trintignant, a la carrera.